# Paracardicoloides yamagutii
Paracardicoloides yamagutii är en plattmaskart som beskrevs av Hine 1977. Paracardicoloides yamagutii ingår i släktet Paracardicoloides och familjen Sanguinicolidae. Inga underarter finns listade i Catalogue of Life.